# Neotoma fuscipes
Neotoma fuscipes is een zoogdier uit de familie van de Cricetidae. De wetenschappelijke naam van de soort werd voor het eerst geldig gepubliceerd door Baird in 1858.

## Voorkomen
De soort komt voor in de Verenigde Staten en Mexico.